# Victoria (Chile)
Vitoria é uma cidade e comuna do Chile localizada na Província de Malleco, IX Região de Araucanía. Ele está localizado a 351 metros acima do nível do mar, é a segunda cidade mais populosa do que a província e é o ponto de entrada para a área conhecida como Araucania Andina, com atrações como o Parque Tolhuaca Nacional, Termas de Tolhuaca, a Reserva Nacional Malalcahuello e as comunas Curacautin e Lonquimay. Tem cerca de 39 mil habitantes e tem um muito frio no inverno e muito quente no verão próprio clima, pois no clima tropical temperada torno do país começa.
Integra-se com de Angol, Collipulli Curacautín, Ercilla, Lonquimay os molhos, Lumaco, Puren, Renaico e Traiguen (província de Malleco); Galvarino, Lautaro, Melipeuco, Perquenco e Vilcún (província de Cautín); No. 22 distrito eleitoral elege quatro deputados. Ele também pertence à Circunscrição XI Senatorial compreendendo a região de Araucania tem cinco assentos no Senado.1
2012, a comuna tem uma população de mais de 38.890 habitantes. A comuna tem também outras cidades como Puva, Quino e Floresta Negra.
Aqui também é uma sede universitária Arturo Prat University.

## História
O tema do verdadeiro fundador da cidade é controversa e ainda não está resolvida. Fort Victoria (hoje a cidade de Victoria) teria sido fundada por Sergeant Major Bernardo Muñoz Vargas em 28 de Março de 1881, de acordo com uma versão, enquanto há um outro que postula que o fundador foi o coronel  Gregorio Urrutia Venegas .

Fort Victoria deve o seu nome aos "triunfos na Guerra do Pacífico", fundador do contingente militar tinha sido envolvido na disputa. descanso hoje no cemitério da cidade atual dos corpos de sete veteranos daquela guerra.
O plano da cidade é traçada em tabuleiro de xadrez, com ruas retilíneas. Orientada norte-sul lembrar as batalhas de Guerra do Pacífico, enquanto de leste a oeste recordar os militares excepcional nesse conflito.

### A cidade no século XIX
Os primeiros colonos suíços chegaram em Victoria em 1883; antes, durante a conquista, eles tinham apenas espanhol.

O início da cidade era muito pobre, apenas algumas fazendas, pouco comércio, especialmente para a guarnição do forte, e algumas ruas com placas de madeira, era tudo o que era Victoria 1881.
O comandante da praça e fundador, Don Bernardo Muñoz Vargas, Sargento Mor dos Nationals em 1883 Guardas fez alguns progressos no plano diretor urbano, como a clareiras, ruas abertas, e colocar uma ponte de madeira sobre o rio  Traiguén.

primeiros comerciantes fez uma matança com a venda de produtos caros, tudo foi justificado no momento por causa da dificuldade de comunicação.

Entre os primeiros estrangeiros alguns  suíço são contados e Alemão, que estabeleceu um moinho e uma fábrica de cerveja, nas margens do Traiguén; outras madeiras chileno explorou a floresta virgem extensiva criando algumas serrarias.

### A população cosmopolita
O site Victoria foi localizado no meio floresta, que você pode perceber, de acordo com os cronistas da época, por enormes troncos enterrados a um metro do chão. Os monumentos mais notáveis são a casa do deputado ou prefeito também tem um zinco loja de ferragens; a casa do capitão da polícia, sempre guardada por dois sentinelas, fumantes impenitentes; sala de casa  'monsieur'  Letrange, de dois andares villa aparência muito confortável e luxuoso.

Na praça é o  Hotel alemão  Mr Niedmann o hotel e  House Francês  'o vasco Pedro Tihista; a praça é apenas um concurso para executar os pilotos de todas as raças.
Exteriormente a cidade está deserta, vazia ou preenchida com enormes extensões de árvores enormes.

As ruas são paralelos uns aos outros ou formar uma perpendicular, as unidades são de 100 metros de cada lado, cada um é dividido em 8 "sites" ou parcelas de 25 metros por 50 metros. Seu prêmio é livre com a obrigação de fechá-los e construir suas casas.

### o bandolaje
Porque construção ferroviária aumento da criminalidade e bandolaje, como muitos de seus trabalhadores eram ex-presidiários, criminosos, etc., estes, depois de tarefas, espreitava especialmente os colonos para acreditar ingenuamente que foram saturado com dinheiro , que não foi eficaz. Mesmo antes de 1900 tinha cometido mais de 20 crimes, incluindo roubos, assaltos, crimes, etc.
Os imigrantes suspeitos de "outsiders" deu comida fora ou pelo menos no pátio enquanto os seus membros, especialmente mulheres e crianças, foram trancados em partes interiores bem protegidos; Eles vieram muitas vezes para saquear casas inteiras roubando serviços para aproveitar e selas. Para atender à bandolaje foi nomeado como chefe de polícia Hernán Trizzano, que os fez fugir e depois matá-los a sangue frio na parte de trás; com este método cruel e brutal poderia reduzir a criminalidade.

### As nacionalidades dos colonos
Sendo uma pequena cidade fronteiriça, foi impulsionado por muitas famílias que vieram para colonizar essa área, vindos especialmente de Suíça, Alemanha, França,  Palestina  e Espanha, entre outras nacionalidades. 
Na década de 1890 são definidas em Victoria soma 6.894 colonos é dividido em: 2.599 suíço, 2.703 francês, 1.082 britânico, 339 espanhóis, 65 russos 54 belga 48 Italiano, 4 americano.
Cartas de imigrantes suíços para parentes em Europa refletir todos os tipos de contradições; alguns estão satisfeitos; Outros, porém, se queixam de falta de assistência. Por esta razão visitou a colônia no Chile Pastor François Grin de Corcelles 1887, ele entrou em uma missão de paz e coexistência e viver com os colonos conseguiu dar uma nova esperança na sua nova pátria; em seu livro "Nous Compatriotes au chili" descreve o  South Garden , como ele chamou o caminho entre  Concepção e Angol.

### Autoridades
El primer Alcaldes de Victoria fue Camilo Sepúlveda, quien asumió en 1889 el cargo de subdelegado municipal, y como alcalde propiamente tal en 1895. El actual alcalde, desde el año 2016, es Javier Jaramillo Soto de profesión Sociólogo de la Universidad de La Frontera.

## Transporte

### Terminais de ônibus
Victoria tem 3 terminais de ônibus:
- Terminal rural: Rua pisagua frente estação de comboios
- ônibus Bio Bio: Avenida Arturo Prat 1180
- Tur Bus : Avenida Arturo Prat 1007

A partir dos 3 terminais de ônibus para destinos  Santiago, Viña del Mar, Valparaiso,  Concepção,  Los Angeles, Talca, Chillán, Angol, Curacautin, Temuco, Puerto Montt, entre outras cidades e saídas diariamente para todos os distritos rurais do província de Malleco.

### Treinar Victoria - Temuco
É uma conexão entre as duas cidades, nasceu como Victoria - Puerto Montt, mas a alta demanda interurbano de independência de gênero Araucania em 2007 de viagem Victoria - Temuco por um trem moderno casa espanhola do que são o TLD-500, que transporta passageiros entre essas cidades, com subestações que são muito público, através de Victoria, Puva, Perquenco,  Quillén,  Lautaro  Lautaro Centro,  Pillalelbún e  Temuco também tem uma freqüência de trem diariamente. O trem foi adiada custos por estação, mas entre Temuco - Victoria tem um custo de $ 800 pesos adultos, US $ 650 pesos Idosos e $ 250 pesos estudante, a empresa também oferece serviços especiais com custos diferidos e descontos.

## Fronteiras comuns
A comuna limita-se: a oeste com Traiguén; a norte Collipulli e Ercilla; leste com Curacautín; a sul com Perquenco, e Lautaro.